# 鳴子鬼首テレビ中継局
鳴子鬼首テレビ中継局（なるこおにこうべテレビちゅうけいきょく）は、宮城県大崎市の旧鳴子町地域に置かれているテレビ中継局。

## 中継局概要

### 地上デジタルテレビ放送
| リモコンキーID | 放送局名          | チャンネル | 空中線電力 | ERP | 放送対象地域 | 放送区域内世帯数 |
| 1              | TBC東北放送       | 45ch       | 300mW      | 2W  | 宮城県       | 約400世帯        |
| 2              | NHK仙台教育テレビ | 43ch       | 300mW      | 2W  | 全国         | 約400世帯        |
| 3              | NHK仙台総合テレビ | 44ch       | 300mW      | 2W  | 宮城県       | 約400世帯        |
| 4              | MMT宮城テレビ放送 | 47ch       | 300mW      | 2W  | 宮城県       | 約400世帯        |
| 5              | KHB東日本放送     | 48ch       | 300mW      | 2W  | 宮城県       | 約400世帯        |
| 8              | OX仙台放送        | 46ch       | 300mW      | 2W  | 宮城県       | 約400世帯        |

- 2009年9月15日に予備免許交付、10月下旬から11月29日まで試験放送実施、11月27日に本免許交付、11月30日から本放送開始。

### 地上アナログテレビ放送
- 2012年3月31日運用終了・廃局。当初は、2011年7月24日をもってすべて廃止される予定だったが、同年3月11日に東北地方太平洋沖地震（東日本大震災）が起きた影響で、アナログテレビ放送の廃止が8ヶ月延期された。

| 放送局名          | チャンネル | 空中線電力        | ERP               | 放送対象地域 |
| NHK仙台教育テレビ | 49ch       | 映像3W /音声750mW | 映像23W /音声5.8W | 全国         |
| NHK仙台総合テレビ | 51ch       | 映像3W /音声750mW | 映像23W /音声5.8W | 宮城県       |
| TBC東北放送       | 53ch       | 映像3W /音声750mW | 映像26W /音声6.5W | 宮城県       |
| OX仙台放送        | 55ch       | 映像3W /音声750mW | 映像26W /音声6.5W | 宮城県       |
| MMT宮城テレビ放送 | 57ch       | 映像3W /音声750mW | 映像26W /音声6.5W | 宮城県       |
| KHB東日本放送     | 59ch       | 映像3W /音声750mW | 映像26W /音声6.5W | 宮城県       |

## 所在地
- 大崎市鳴子温泉鬼首字若神子原（高畠山）

## 放送エリア・その他
- 大崎市・旧鳴子町の鬼首地区をカバーしている。
- AMラジオ中継局については鳴子ラジオ中継局の項を参照。